# Zîmbet de Soare
Zîmbet de Soare este un film românesc de comedie muzicală cu liceeni din 1988 regizat de Elisabeta Bostan după un scenariu scris de Vasilica Istrate. Rolurile principale au fost interpretate de actorii Carmen Galin, Mircea Diaconu, Bianca Brad și Tudor Petruț.

## Rezumat
Petrică și șase prieteni, elevi în clasa a XII-a, se pregătesc de bacalaureat, dar în același timp pleacă într-o călătorie muzicală imaginară, cu formația  Zîmbet de Soare.

## Distribuție
Distribuția filmului este alcătuită din:
- Carmen Galin — profesoara de matematică / Împărăteasa
- Mircea Diaconu — profesorul de educație tehnologică / Împăratul
- Bianca Brad — elevă în clasa a XII-a / prințesa Zîmbet de Soare
- Tudor Petruț — Petrică, elev în clasa a XII-a, îndrăgostit de Zîmbet de Soare
- Ileana Stana Ionescu — profesoară / Dădaca fetelor de împărat
- Petre Nicolae — profesorul de educație fizică / Inorogul din Ținutul de Miazănoapte
- George Mihăiță — profesor / Al doilea zmeu
- Rudy Rosenfeld — profesor / Al treilea zmeu
- Vasile Muraru — profesor / Primul zmeu
- Iurie Darie — tatăl lui Petrică / pianistul
- Vasile Gherghilescu — George, elev în clasa a XII-a
- Adrian Vîlcu — Adi, elev în clasa a XII-a
- Adrian Ciobanu — Mircea, elev în clasa a XII-a
- Sorin Georgescu — Costel, elev în clasa a XII-a
- Uwe Hann — Ion, elev în clasa a XII-a
- Adrian Purcăroiu — Alexandru, elev în clasa a XII-a
- Anca Sigartău — elevă în clasa a XII-a / Fata de împărat I
- Medeea Marinescu — Fata de împărat VI
- Sorina Savu — Fata de împărat IV
- Simona Mihăiescu — Fata de împărat V
- Ioana Marinescu — Fata de împărat III
- Mădălina Marinescu — Fata de împărat II
- Ovidiu Schumacher — profesor / sfetnicul împăratului
- Alexandru Lazăr — profesor / sfetnicul împăratului
- Mihai Marta — profesor / sfetnicul împăratului
- Ion Siminie — profesor
- Nicolae Călugărița
- Geo Dobre — oștean al împăratului
- Mircea Stoian
- Marian Stan
- Ion Prahoveanu
- Agripina Voronca
- Carmen Mihalache
- Cornel Mihalache
- Daniela Moldoveanu
- Ana Moldoveanu
- Mara Pașici
- Argentina Marin
- Mădălina Andrei
- Adrian Titieni — voinic
- Radu Buznea
- Liviu Ștefănescu
- Octavian Cișman
- Nicolae Dide
- Cătălin Mina
- Doru Dumitrescu
- Barbu Raul
- Călin Ahile
- Ion Caragea
- Adrian Pavlovski
- Radu Roșca
- Vasile Marcel
- Dragoș Popescu
- Constantin Rogin
- Mihai Petre
- Cesonia Postelnicu — elevă în clasa a XII-a (nemenționată)

## Producție
În film cântă Loredana Groza, Gabriel Dorobanțu, Adrian Daminescu și grupul Choralis după versuri de Eugen Rotaru.
Conducerea Muzicală și Aranjamente Orchestrale: Marius Țeicu.

## Primire
Filmul a fost vizionat de 1.341.431 de spectatori în cinematografele din România, după cum atestă o situație a numărului de spectatori înregistrat de filmele românești de la data premierei și până la data de 31 decembrie 1989 alcătuită de Centrul Național al Cinematografiei.